# Mandel Róbert
Mandel Róbert (Budapest, 1957. május 4. –) zeneművész és organológus (hangszertörténész).
Tekerőlantokon játszik. Mint hangszerkészítő és hangszer-restaurátor hangszereit múzeumokban fellehető eredeti példányok hű másolataként maga készítette. Találmánya az electrotary nevű hangszer, a tekerőlant elektrofon változata.

## Élete
Gyermekkorától tanult hangszeren játszani. A budapesti József Attila Gimnáziumban érettségizett, utána a 18. sz. Szakmunkásképző Intézetben hangszerész képesítést szerzett.
Restaurátori tanulmányait a Deutscher Musikrat jóvoltából a nürnbergi Germanisches Nationalmuseum világhírű hangszergyűjteményében végezte 1981-ben Dr. John Henry van der Meer és Dr. Friedemann Hellwig irányításával.
Az 1977-es Ki mit tud?-on Illés Gergellyel Musica Historica együttes néven indult kamarazene kategóriában. Ebben és a következő évben az MTA Zenetudományi Intézetének hangszer-restaurátora volt. 1979-től szellemi szabadfoglalkozású. 1981-ben vezetésével – Kállay Gáborral, Márta Istvánnal és Jakobi Lászlóval kiegészülve – megalakította az elsősorban középkori és reneszánsz tánczenét, barokk kamarazenét játszó, de a történeti és kortárs zene ötvözésével is kísérletező Mandel Quartetet.
Tekerőlantjával az 1980-as évek elején a világon elsőként koncertezett az USA-ban, Ausztráliában és Izraelben. A hangszer „újrafelfedezőjeként” olyan neves hangversenytermekben adott önálló esteket mint a londoni Purcell Room, a stockholmi Musikmuseet vagy a budapesti Zeneakadémia, de vendége volt olyan nagyhírű TV- és rádióműsoroknak is, mint a New York-i NBC Today Show, a WQXR Listening Room, a chicagói WFMT Studs Terkel Show, a londoni BBC-TV Pebble Mill at One és a Blue Peter show-műsorok, valamint az angol-ausztrál  SKY-NEWS Beyond 2000.
2003-ban 25 éves sikeres zeneművészi pályafutása és művészeti-szervezői munkája elismeréséül a Magyar Köztársasági Érdemrend lovagkeresztjével tüntették ki.
2010-től előadássorozatot tart a Liszt Ferenc Zeneművészeti Egyetem hangszerkészítő tanszakán. Mellette gyakran tart ismeretterjesztő előadásokat.
2015-ben megalapította a Geneamus Ensemble együttest, amelynek tagjai: Christa Schönfeldinger, Gerald Schönfeldinger, Johannes Kretz, Szabó Zsolt, Szentpáli Roland. 2017-ről Ensemble Mandel néven folytatták a koncertezést. Az együttesben Kaltenecker Zsolt, Szabó Zsolt, Andrejszki Judit és Molnár Andrea játszik. Európa jelentős fesztiváljain léptek fel a Hildegard von Bingen eredeti zenéjére készült "VISIONS" című különleges koncertműsorukkal. Játszottak Krakkóban, Stuttgartban, Párizsban, Corrensben, Vilniusban, Tartuban, Stockholmban, Bécsben, Milánóban és Budapesten.  
Jelenleg Ausztriában él, 2014. január 7-e óta szabadfoglalkozású zeneművész. 2022-ben nyugdíjba vonult.

## Könyvei
- Hangszerbarkácsoló. Budapest, 1980. Zeneműkiadó
- Hangszerészmesterség. Magyar népi zeneszerszámok készítése. Budapest, 1985. Múzsák Közművelődési K.
- Magyar népi hangszerek. Budapest, 1988. Móra Ferenc Ifjúsági Kvk.
- Mandel Róbert. Budapest, 2005. Rózsavölgyi és Társa + CD ISBN 9638623896
- Elektrofon hangszerek. H. n., 2007. Kossuth K. ISBN 978 9630955546
- Magyar népi hangszerek. Kossuth Kiadó 2008
- Klasszikus és romantikus hangszercsodák. Kossuth Kiadó, 2010
- Classical & romantic instrument marvels; angolra ford. Arle Lommel; Kossuth, Bp., 2010

## Fontosabb koncertjei
- Egyetemi Színpad  1980
- Saint Chartier, Tekerőlantfesztivál  1981
- City University of New York  1982
- University of Chicago  1982
- Interlochen Arts Academy  1982
- Western Michigan University  1982
- Hope College Michigan  1982
- University of Michigan, Ann Arbor  1982
- University of Toledo  1982
- Hochschule der Künste, Nyugat-Berlin  1982
- Museum f. Kunst und Gew., Hamburg  1982
- Washtenaw Community College  1982
- Deutsches Museum, München  1982
- ISME Conference Bristol  1982
- Valparaiso University, Indiana  1982
- Chicago Folk Festival  1982
- Stearns Collection, Ann Arbor  1982
- Northwestern University, Evanston  1982
- Cafe EinStein, Nyugat-Berlin  1982
- Roosevelt University, Chicago  1982
- Ravenscourt Park, London  1982
- South Bank Splash Festival, London  1982
- Gifhorn, Festival der Alten Musik  1982
- Pontardawe Festival  1983
- Musikmuseet Stockholm  1983
- Folk in den Bergen, Lennestadt  1983
- Sommerliche Serenaden, Stuttgart  1983
- Tønder Folk Festival  1983
- Conway Hall, London  1983
- Ickwell Bury Yoga Festival  1983
- Jubilee Gardens, London  1983
- Purcell Room, London  1984
- Camden Festival  1984
- Falun Kammarmusik Föreningen  1984
- Shaw Theatre, London  1984
- BASF Feierabendhaus, Ludwigshafen  1984
- Warburg, Arnoldihaus  1984
- Saratoga Springs Baroque Festival  1984
- Landshuter Hofmusiktage  1984
- Plánum Művészeti Fesztivál  1984
- St Stephen’s Church, Toledo  1984
- Jazz Jamboree, Varsó  1985
- Evenings in St. Donat’s, Zadar  1984
- Linzer Landhaus  1985
- Pesti Vigadó  1985
- Synthèse Festival, Bourges  1985
- BMW Kulturprogramm, Landau  1985
- Leitheimer Schlosskonzerte  1985
- World Youth Festival, Moszkva  1985
- Fairfield Croydon, London  1986
- Bregenzer Festspiele, Hohenems  1986
- Académie Int. d’Eté de Wallonie  1986
- Bielefelder Sommertreff, 1986
- Allgäuer Festwoche, Kempten  1986
- Múzeumkerti hangverseny, Tihany  1986
- Sommer Köln  1986
- Bank & Noten, Creditanstalt Wien  1986
- Musik & Theater Festival, Hannover  1986
- Eggenberger Schloßkonzerte, Graz  1987
- Musica da Camera, Old Jaffa, Israel  1987
- San Diego State University  1987
- Musikhögskolan i Göteborg  1987
- Musikmuseet, Stockholm  1987
- Jeunesse Konzerte, St. Pölten  1987
- Mann Auditorium, Tel Aviv  1987
- Kfar Saba Auditorium, Izrael  1987
- Hongrie à Poitiers  1987
- World Music Week, Uppsala  1987
- Neuburger Musiksommer  1987
- Dehnberger Hoftheater  1987
- Experimental Intermedia, New York  1988
- Amazing Pipes Festival, Sydney  1988
- Várudvari Játékok, Tata  1988
- Bicentennial Festival, Ausztrália  1988
- Sydney University  1988
- Mesiterkonzerte Fürstenfeldbruck  1988
- Carnevale Tridentino  1988
- Allgäuer Festwoche  1989
- Cervantino Festival, Mexikóváros  1989
- Arkadenhof, Oberen Schloss, Passau  1989
- Wangener Altstadtkonzerte  1989
- Folkest Festival, Spilimbergo  1990
- Serenaden Linz  1990
- Kloster Benediktbeuren  1990
- Aterforum Festival, Ferrara  1990
- Musica e Poesia a San Maurizio, Milano  1990
- Rathauskonzerte, Wasserburg a. Inn  1990
- Autunno Musicale a Como  1991
- Carinthischer Sommer, Villach  1991
- Expo’92, Sevilla  1992
- Centre d’Escaldes-Engordany, Andorra  1992
- Los Angeles Harbor College  1993
- Mesélő Muzsika a Zeneakadémián  1993
- Berkeley Early Music Festival, USA  1994
- Zeneakadémia nagyterem  1998
- Theatro Municipal do Rio de Janeiro  1998
- Stockstädter Musiktage  1999
- Schloss Amerang  2001
- Hradčany, Prága, 2001
- Royal Castle, Varsó  2002
- Canterbury Cathedral, Canterbury  2004
- Művészetek Palotája, Budapest  2006
- Grand Place, Brüsszel  2006
- Művészetek Palotája, Budapest  2008
- Európai Parlament, Brüsszel  2009

## Rádió, TV
- NBC Today Show, Gene Shalit, New York
- WQXR, The Listening Room, New York
- WFMT, Studs Terkel Show, Chicago
- KPFK, Mario Cassetta Show, Los Angeles
- KPFA, Carl Stone Show, Berkeley
- NDR Talkshow, Hamburg
- Radio Vaticana, Roma
- SFB Rundfunkhaus, Berlin
- Danmarks Radio, Copenhagen
- ORF Rundfunkhaus, Eisenstadt
- Beyond 2000, SKY Channel, Ausztrália
- BBC TV Pebble Mill at One, Birmingham
- BBC TV Blue Peter, London
- TV-am Wide Awake Club, London
- France 4, Paris
- Channel 1, Tel Aviv
- YLE Radio, Helsinki
- Radio Suisse Romande, Genf
- Radio Lausanne
- Swiss Italian Radio, Lugano
- RAI, Roma
- WDR, Matinée der Liedersänger, Köln
- Sveriges Radio, Stockholm
- SWR Radio, Rheinland-Pfalz
- ABC Radio, Melbourne